# Džon Savio
Džon Andreas Savio (28. januar 1902 – 13. april 1938) je bio norveški slikar koji je poznat kao prvi Sami umetnik s formalnim obrazovanjem. Diplomirao je na Oslo Akademiji likovnih umetnosti.

## Obrazovanje
Rodjen je u Bugøyfjord, u Sør-Varanger, Finmark, Norveška. Roditelji su mu umrli kada je imao samo tri godine – majka od tuberkuloze a otac se udavio u fjordu Varanger dok je plovio da kupi kovčeg za svoju zenu. Tako su Džona odgajili baba i deda sa majčine strane. Kao prilično imućni za standarde Finmarka u to vreme, baba i deda su mu omogućili lagodan zivot i dobro obrazovanje. Isak Saba mu je bio prvi učitelj slikarstva u školi u Vardu.
Posle Varda odlazi na privatnu školu u Tromsu, a zatim u Bodø Gymnas u Bodø, Nordland. Godine 1920. se seli u Oslo ali je morao da obustavi školovanje zbog tuberkuloze. Mesecima je bio u bolnici i ostao bez plućnog krila. Naposletku se oporavio ali ga je krhko zdravstveno stanje pratilo do kraja života. Na kratko se opet vratio u školu u Oslu da bi posle otišao u Finmark zbog nasledstva koje mu je deda ostavio.

## Umetnički život
Narednih godina je putovao po Finmarku, radio printove, crteže i slike. Radnih 1930ih je obilazio zapadnu i severnu Norvešku, ali i putovao malo van zemlje. Tokom svog života je imao svega nekoliko izložbi, dve u Tromsu i jednu u Parizu. Dosta vremena je provodio u potrazi za kupcima za svoja dela. Printove je prodavao po vrlo niskoj ceni, samo da bi ih prodao. Pred kraj života se vratio u Oslo gde je živeo u siromaštvu.

## Bolest i smrt
Na proleće 1938. godine se stanje sa tuberkulozom pogorsalo i umro je 13. aprila u svojoj 36.godini. Sahranjen je u Oslu.
- «Okto» by John Savio.
- «Backyard in Tromsø»
- «Reindeer calfs»

## Spoljašnje veze
- savio.no